# Конфі баялди
Конфі баялди (фр. Confit byaldi) — варіація традиційної французької страви рататуй від французького шеф-кухаря Мішеля Герара.

## Історія
Назва походить від турецької страви Імам баялди (фаршировані баклажани) і французької кулінарної техніки конфі.
В оригінальному рецепті рататуя овочі обсмажуються перед запіканням. Починаючи з 1976 року, деякі французькі кухарі готували овочі для рататую тонкими скибочками замість традиційної грубої нарізки. Мішель Герар у книзі «Cuisine minceur» (1976) створив легші версії традиційних страв для нової кухні. Його рецепт, конфі баялді, відрізнявся від рататуя тим, що не обсмажував овочі, а томив у духовці, видаляв перець і додавав гриби.
Страва конфі баялди стала кулінарним шлягером ресторану Герара, і допомогла йому отримати три зірки Мішлен.
Знаменитий американський шеф-кухар Томас Келлер стажувався у Герара, і пізніше привіз рецепт конфі баялди до США. Вперше він написав про страву, яку він назвав «byaldi», у своїй книзі 1999 «The French Laundry Cookbook». У варіації Келлера до страви Герара було додано два соуси: томатно-перечний соус або піперада внизу, та вінегретна заправка зверху.
Келлер працював кулінарним консультантом для фільму Pixar «Рататуй», дозволивши його продюсеру Бреду Льюїсу протягом двох днів попрацювати на кухні його ресторану French Laundry. Льюїс запитав Келлера, як би він приготував рататуй, якби його ресторан відвідав найвідоміший у світі ресторанний критик. Келлер вирішив, що приготує рататуй у формі конфі баялди та розкладе овочеві кружечки у вигляді гармошки кулінарною лопаткою.

## Приготування та подача

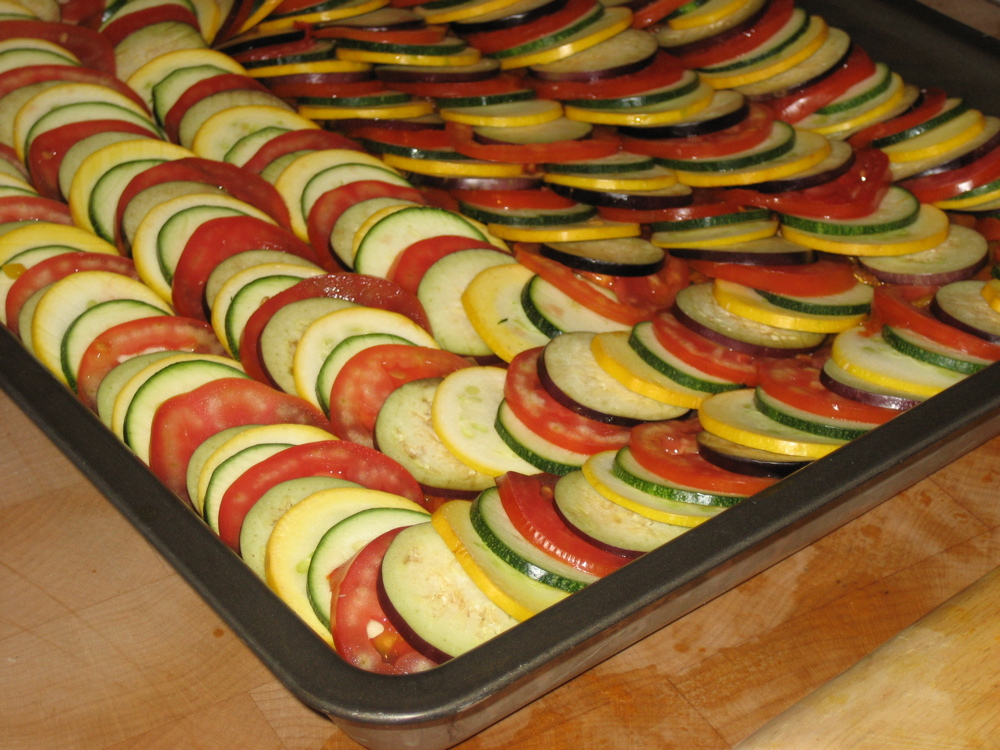
Приготування конфі баялди

Згідно з рецептом Томаса Келлера, овочева піперада готується з очищених, дрібно нарізаних та подрібнених перців, жовтої цибулі, помідорів, часнику та трав. Піперада тонким шаром розподіляється по листу або каструлі, потім зверху викладається шар тонко нарізаних кружечків цукіні, жовтого гарбуза, японських баклажанів і римських томатів однакового розміру, накритих пергаментним папером, потім повільно запікається протягом декількох годин, щоб овочі пропарились. Пергамент видаляється, щоб овочі запеклися, набуваючи додаткового смаку шляхом карамелізації. Для подачі піперада формується в невелику гірку, а кружечки розташовуються віялом, щоб покрити основу піперади. На тарілку поливається бальзамічна вінегретна заправка, блюдо можна прикрасити.